# Militärische Nacht
Als militärische oder preußische Nacht bezeichnet man die ursprünglich in Armeen übliche Regelung, Beschwerden und Ähnliches erst nach Ablauf einer Nacht zuzulassen, um ein Überdenken des Anlasses zu gewährleisten.
Bekannt ist dieses Vorgehen aus der preußischen und britischen Armee und hat als „Zulassungsfrist“ auch in heutigen Armeen noch seine Gültigkeit, wie z. B. die Wehrbeschwerdeordnung (WBO) der deutschen Bundeswehr oder die Allgemeine Dienstvorschrift des österreichischen Bundesheers festlegen.
Die einschlägige Vorschrift der deutschen Bundeswehr z. B. führt an, Beschwerden „frühestens nach Ablauf einer Nacht“ zuzulassen:
Dieser formellen Regelung im Umgang mit Konfliktsituationen entspricht die redensartliche Empfehlung, eine affektive Reaktion vor ihrer Ausübung „noch einmal zu überschlafen“.